# سیارک ۷۶۹۲
سیارک ۷۶۹۲ (به انگلیسی: 7692 Edhenderson، نامگذاری:1981EZ25) هفت هزار و ششصد و نود و دومین سیارک کشف شده‌است که در ۲ مارس ۱۹۸۱ کشف شد.
قدر مطلق سیارک برابر ۴۴.۶ است.